# Squeaky Dolphin
Squeaky Dolphin ist ein Programm des britischen Geheimdienstes GCHQ mit dem Ziel, Daten aus Social-Media-Netzwerken zu sammeln und auszuwerten. Das Programm wurde durch einen Bericht des NBC vom 27. Januar 2014 öffentlich, der sich auf die Enthüllungen Edward Snowdens stützte.

## Umfang des Überwachungsprogramms
Einem Dokument des GCHQ vom August 2012 zufolge ermöglicht das Programm eine Echtzeit-Überwachung der folgenden Websites/Netzwerke:
- YouTube Videoabrufe[1][2]
- Nutzung des Like-Buttons auf Facebook.[1] Facebook gibt an, seither seine Daten zu verschlüsseln.[2]
- Blogspot/Blogger-Aufrufe[1][2]
- Twitter.[3] Twitter gibt an, seither seine Daten zu verschlüsseln.[4]

Das Programm kann durch kommerziell verfügbare Analysesoftware ergänzt werden, die die Popularität von bestimmten Videos innerhalb einer geographischen Region auswertet. Die Benutzeroberfläche der Software wurde durch die Firma Splunk entwickelt.
Die von NBC veröffentlichten Dokumente beinhalten als „top secret“ eingestufte Präsentationsfolien für Mitarbeiter des amerikanischen Geheimdienstes NSA. Eine diesen Folien beigefügte Notiz gibt an, das Programm sei „Not interested in individuals just broad trends!“ (nicht an Individuen, sondern nur an generellen Trends interessiert). Andere durch Snowden veröffentlichte Dokumente liefern jedoch Hinweise darauf, dass der GCHQ auch Twitter-Daten auswertete, um bestimmte Nutzer zu identifizieren und diesen Propagandainhalte zu präsentieren.